# كروسا
كروسا (بالإيطالية: Crosa)‏ هي بلدية في مقاطعة بييلا في إقليم بييمونتي في إيطاليا.

## السكان
في سنة 1861 بلغ عدد السكان 492 نسمة، وتطور العدد ليصل في سنة 2011 لـ 344 نسمة.
يظهر هذا المخطط البياني تطور النمو السكاني لـ كروسا

## أعلام
- جيانكارلو بيليني